# Mahtob Mahmoody
Mahtob Mahmoody (persisch مهتاب محمودی; * 4. September 1979 in Houston, Texas) ist eine US-amerikanische Autorin. Bekannt wurde sie schon als Kind durch den von ihrer Mutter Betty Mahmoody geschriebenen autobiographischen Bestseller Nicht ohne meine Tochter. In ihrer 2015 erschienenen Autobiographie Endlich frei! erzählt sie die von ihrer Mutter beschriebenen Ereignisse aus ihrer eigenen Sicht sowie ihren weiteren Lebensweg.

## Leben
Mahtob Mahmoody wurde am 4. September 1979 als Tochter des aus dem Iran stammenden Arztes Sayed Bozorg Mahmoody und der Amerikanerin Betty Mahmoody in Houston geboren. Sie hat zwei Halbbrüder, Joe und John, die aus der ersten Ehe ihrer Mutter stammen und 13 bzw. 9 Jahre älter sind als sie.
Im August 1984 machten ihre Eltern mit ihr eine Reise nach Teheran zu den Verwandten des Vaters. Nachdem die für zwei Wochen geplante Urlaubszeit vorüber war, verweigerte der Vater die Rückreise. Ab diesem Zeitpunkt erlebte sie eine totale Veränderung im Verhalten ihres Vaters, durch das sie sich von ihm entfremdete. Er misshandelte sie und ihre Mutter, so dass sie in ständiger Angst lebte. Dazu kamen die zu dieser Zeit ebenfalls stattfindenden Bombenangriffe durch den Irak, mit dem der Iran im Ersten Golfkrieg war, sowie die durch die Islamische Revolution eingeführten Zwangsmaßnahmen wie z. B. die strengen Kleidungsvorschriften für Frauen. Sie musste dort auch die Schule besuchen und mit den anderen Schülern „Nieder mit Amerika“ schreien. Alle diese Erfahrungen trugen dazu bei, dass sie die heimlichen Fluchtpläne ihrer Mutter voll unterstützte. Es gab im Iran keine Botschaft der USA und die Botschaft der Schweiz konnte wenig für die beiden tun, da Mahtob nach dem iranischen Recht auch iranische Staatsbürgerin war. Doch durch Kontakte zu hilfsbereiten Iranern gelang ihnen nach 18 Monaten Zwangsaufenthalt in Teheran die Flucht über die Berge in die Türkei und von dort aus mit diplomatischer Unterstützung in die USA.
In den USA lebte sie weiterhin in ständiger Angst, dass ihr Vater sie entführen und in den Iran bringen würde oder dass sie wegen ihres amerikanischen Lebensstils einem Ehrenmord zum Opfer fallen könnte. Sie nahm daher einige Jahre lang während der Schulzeit einen anderen Namen an. Im Jahr 1987 ließ sie sich in einer evangelisch-lutherischen Kirche taufen. Nachdem das Buch ihrer Mutter Nicht ohne meine Tochter zu einem internationalen Bestseller wurde, konnte sie ihre Mutter auf vielen Reisen ins Ausland begleiten.
Im Jahr 1992 wurde bei ihr die Autoimmunerkrankung „systemischer Lupus erythematodes“ diagnostiziert, die auch die inneren Organe schädigt. Nach längeren vergeblichen Versuchen, die Krankheit mit einer Reihe von Medikamenten einzudämmen, gelang dies schließlich mit einer experimentellen Infusionstherapie eines Münchner Arztes.
Nach dem Schulabschluss studierte sie Psychologie, da sie sich für das Thema Resilienz interessierte. Anschließend arbeitete sie im Gesundheitswesen.
Da ihr Vater immer wieder andere Menschen beauftragte, ihr nachzustellen, war es für sie schwierig, ihrem Vater zu vergeben, was ihr nach eigener Aussage gelang. So kann sie sich auch mit einigen iranischen kulturellen Wurzeln ihres Vaters identifizieren. Sie hat aber auf seine Versuche, den Kontakt zu ihr aufzunehmen, bis zu seinem Tod im Jahr 2009 nie mit einer Antwort reagiert, da sie erkannte, dass sich seine Haltung nicht geändert hatte und er sich ihr und ihrer Mutter gegenüber keines Fehlverhaltens schuldig fühlte.

## Werke
- Mahtob Mahmoody: Endlich frei! Ich bin die Tochter aus „Nicht ohne meine Tochter“. Hier ist die ganze Geschichte. 1. Auflage. Bastei Lübbe AG, Köln 2015, ISBN 978-3-431-03919-1 (amerikanisches Englisch: My Name is Mahtob. Übersetzt von Heide Horn, Rita Seuß). [2]